# 1401 год
1401 (ты́сяча четы́реста пе́рвый) год  по юлианскому календарю — невисокосный год, начинающийся в субботу. Это 1401 год нашей эры, 1‑й год 1‑го десятилетия XV века 2‑го тысячелетия, 2‑й год 1400‑х годов. Он закончился 624 года назад.
| Пн | Вт | Ср | Чт | Пт | Сб | Вс |
|    |    |    |    |    | 1  | 2  |
| 3  | 4  | 5  | 6  | 7  | 8  | 9  |
| 10 | 11 | 12 | 13 | 14 | 15 | 16 |
| 17 | 18 | 19 | 20 | 21 | 22 | 23 |
| 24 | 25 | 26 | 27 | 28 | 29 | 30 |
| 31 |    |    |    |    |    |    |

| Пн | Вт | Ср | Чт | Пт | Сб | Вс |
|    | 1  | 2  | 3  | 4  | 5  | 6  |
| 7  | 8  | 9  | 10 | 11 | 12 | 13 |
| 14 | 15 | 16 | 17 | 18 | 19 | 20 |
| 21 | 22 | 23 | 24 | 25 | 26 | 27 |
| 28 |    |    |    |    |    |    |

| Пн | Вт | Ср | Чт | Пт | Сб | Вс |
|    | 1  | 2  | 3  | 4  | 5  | 6  |
| 7  | 8  | 9  | 10 | 11 | 12 | 13 |
| 14 | 15 | 16 | 17 | 18 | 19 | 20 |
| 21 | 22 | 23 | 24 | 25 | 26 | 27 |
| 28 | 29 | 30 | 31 |    |    |    |

| Пн | Вт | Ср | Чт | Пт | Сб | Вс |
|    |    |    |    | 1  | 2  | 3  |
| 4  | 5  | 6  | 7  | 8  | 9  | 10 |
| 11 | 12 | 13 | 14 | 15 | 16 | 17 |
| 18 | 19 | 20 | 21 | 22 | 23 | 24 |
| 25 | 26 | 27 | 28 | 29 | 30 |    |

| Пн | Вт | Ср | Чт | Пт | Сб | Вс |
|    |    |    |    |    |    | 1  |
| 2  | 3  | 4  | 5  | 6  | 7  | 8  |
| 9  | 10 | 11 | 12 | 13 | 14 | 15 |
| 16 | 17 | 18 | 19 | 20 | 21 | 22 |
| 23 | 24 | 25 | 26 | 27 | 28 | 29 |
| 30 | 31 |    |    |    |    |    |

| Пн | Вт | Ср | Чт | Пт | Сб | Вс |
|    |    | 1  | 2  | 3  | 4  | 5  |
| 6  | 7  | 8  | 9  | 10 | 11 | 12 |
| 13 | 14 | 15 | 16 | 17 | 18 | 19 |
| 20 | 21 | 22 | 23 | 24 | 25 | 26 |
| 27 | 28 | 29 | 30 |    |    |    |

| Пн | Вт | Ср | Чт | Пт | Сб | Вс |
|    |    |    |    | 1  | 2  | 3  |
| 4  | 5  | 6  | 7  | 8  | 9  | 10 |
| 11 | 12 | 13 | 14 | 15 | 16 | 17 |
| 18 | 19 | 20 | 21 | 22 | 23 | 24 |
| 25 | 26 | 27 | 28 | 29 | 30 | 31 |

| Пн | Вт | Ср | Чт | Пт | Сб | Вс |
| 1  | 2  | 3  | 4  | 5  | 6  | 7  |
| 8  | 9  | 10 | 11 | 12 | 13 | 14 |
| 15 | 16 | 17 | 18 | 19 | 20 | 21 |
| 22 | 23 | 24 | 25 | 26 | 27 | 28 |
| 29 | 30 | 31 |    |    |    |    |

| Пн | Вт | Ср | Чт | Пт | Сб | Вс |
|    |    |    | 1  | 2  | 3  | 4  |
| 5  | 6  | 7  | 8  | 9  | 10 | 11 |
| 12 | 13 | 14 | 15 | 16 | 17 | 18 |
| 19 | 20 | 21 | 22 | 23 | 24 | 25 |
| 26 | 27 | 28 | 29 | 30 |    |    |

| Пн | Вт | Ср | Чт | Пт | Сб | Вс |
|    |    |    |    |    | 1  | 2  |
| 3  | 4  | 5  | 6  | 7  | 8  | 9  |
| 10 | 11 | 12 | 13 | 14 | 15 | 16 |
| 17 | 18 | 19 | 20 | 21 | 22 | 23 |
| 24 | 25 | 26 | 27 | 28 | 29 | 30 |
| 31 |    |    |    |    |    |    |

| Пн | Вт | Ср | Чт | Пт | Сб | Вс |
|    | 1  | 2  | 3  | 4  | 5  | 6  |
| 7  | 8  | 9  | 10 | 11 | 12 | 13 |
| 14 | 15 | 16 | 17 | 18 | 19 | 20 |
| 21 | 22 | 23 | 24 | 25 | 26 | 27 |
| 28 | 29 | 30 |    |    |    |    |

| Пн | Вт | Ср | Чт | Пт | Сб | Вс |
|    |    |    | 1  | 2  | 3  | 4  |
| 5  | 6  | 7  | 8  | 9  | 10 | 11 |
| 12 | 13 | 14 | 15 | 16 | 17 | 18 |
| 19 | 20 | 21 | 22 | 23 | 24 | 25 |
| 26 | 27 | 28 | 29 | 30 | 31 |    |

## События

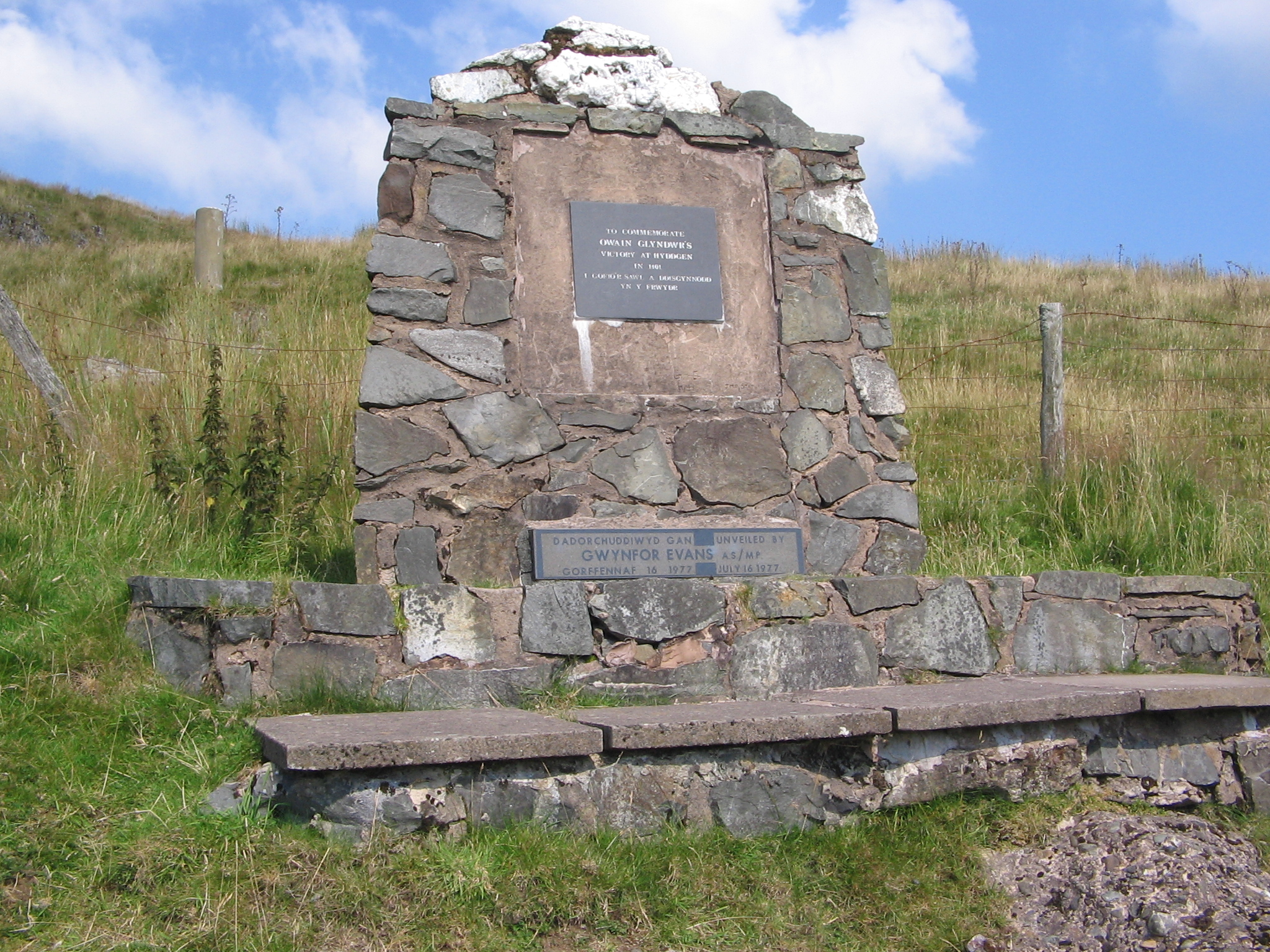
Памятник павшим в Битве при Минидд Хиддген в июле 1401 года, в которой валлийцы под руководстврм Оуайна Глиндура разбили англичан

- 1350—1490 — Борьба <<трески>> и <<крючков>>. Серия внутренних военных конфликтов, в основном, вокруг титула графа Голландии[1].
- 1353—1420 — Сардинско-арагонская война (третий этап 1390-1420). Военный конфликт между юдикатом Арборея, союзником сардинской ветви семьи Дориа, и Генуей и Сардинским королевством, последнее из которых было частью Арагонской короны[2].
- 1385—1424 — Сорокалетняя война на территории современной Мьянмы между мьянманским государством Ава и монским государством Хантавади[3].
- 1386—1404 — Вторжения Тамерлана в Грузию[4].
  - Зима — Тамерлан в Грузии.
  - Заключено Шамкорское перемирие между царём Грузии Георгием VII и Тамерланом, правителем империи Тимуридов[5].
  - Имеретия присоединена к Грузии.
- 1394—1402 — Осада Константинополя османским султаном Баязидом I[6].
  - Август — Иоанн VII послал монаха-доминиканца послом к Тамерлану, чтобы выразить свое уважение и предложить платить дань, которую Византия платила Баязиду I в случае уничтожения последнего[6].
- 1400—1415 — восстание Оуайна Глиндура в Уэльсе (Англия)[7].
- 1401—1402 — начался Итальянский поход Рупрехта Пфальцского[8].
- 1401—1429 — начались Аппенцелльские войны[9].
- Молдавская православная церковь признана митрополией Константинопольским патриархатом.
- Согласно Братскому соглашению в Золингене закаливание и шлифовка мечей становятся монопольной привилегией. Это первый пример законодательно закреплённой узкой специализации в индустрии производства режущих предметов.
- Июль — Битва при  Минидд[англ.], во время восстания под руководством Оуайна Глиндура, в которой валлийцы разбили англичан.
- Восстание жемайтисов[10].
- Тамерлан штурмом взял Багдад. 20000 жителей убито.
- Король Кореи Тхечжон (Ли Хван Вон), третий из династии Ли. Получает от императора Китая грамоту с пожалованием титула «короля Чосон». Успешная борьба с японскими пиратами.
- У буддийских монастырей в Корее отнята большая часть их земель и в качестве компенсации выдано по ослу.

### ВКЛ
- Ягайло заключает с Витовтом Виленско-Радомскую унию (продолжение Кревской унии 1385 года) по которой Великое княжество литовское признавалось самостоятельным государством в союзе с Польшей (см. также 1413 год, Городельская уния и 1569 год, Люблинская уния)[11].
- Свидригайло недовольный заключением очередной польско-литовской унии, вступил в союз с мазовецким князем Земовитом IV, а в следующем 1402 году с Тевтонским орденом[12].

## Русь
Правление: 1389—1425 — Василий I Дмитриевич
- Весна (по другим данным зима) — в Москве Фёдор Ольгович выдаёт замуж дочь Василису (Вассу) за серпуховского князя Ивана Владимировича[13].
- Василий Дмитриевич посылает рать с двинскими боярами на Двину, те берут "на щит" всю Двинскую землю, которую Василий захватил в 1397 году и был вынужден вернуть в 1398 году по мирному договору с новгородцами, избивают и вешают многих двинян "а животы их и товар поимал"[14].
- Василий Дмитриевич посылает московских бояр на Торжок, а приехавшего в Москву новгородского архиепископа Иоанна "велел поймати"[14].
- Василий Дмитриевич назначает Даниила Александровича своим наместником во Пскове[14].
- Август — беглый смоленский князь Юрий Святославич, потерявший Смоленское княжество в 1392 году, с помощью рязанского князя Олега Ивановича начал борьбу за возвращение Смоленска[15][16].
  - Август — войско Юрия Святославича и его тестя Олега Рязанского подошли к Смоленску, жители которого после переговоров открыли им ворота[16].
  - Август — Юрий Святославич приказал арестовать и казнить наместника великого литовского князя Витовта князя Романа Михайловича, сторонников ВКЛ из числа смоленских и брянских бояр[16].
  - 1401—1404 — Юрий Святославич второй раз становится великим смоленским князем[16].
  - Осень — Юрий Святославич в Смоленске выдержал 4-х недельную осаду войск и артиллерии Витовта, после чего заключил с ним мир[16].
- Сентябрь — Василий Дмитриевич посылает войско во главе с воеводами Иваном Андреевичем Удой и Фёдором Глебовичем с задачей найти и пленить Семёна Дмитриевича Суздальского с семьёю и его бояр. В селе Цибирца (в татарской земле) посланные воеводы захватывают супругу Семёна с детьми "и ограбивша её" привозят в Москву. Семён Дмитриевич скрывавшийся в Золотой Орде, узнав о пленении своей семьи, присылает великому князю челобитье с отказом в его пользу от Нижегородского княжения. Великий князь прощает его, заключает в Москве с ним мир и выпускает в 1402 году княгиню Александру с детьми[14].
- Осень — возможно, разорение ордынцами сельской округи Рязанского княжества с целью военной добычи[17].
- 1401—1402 (по другим данным с 1399 года) — Пётр Дмитриевич удельный князь дмитровский, вновь созданного удела[18].

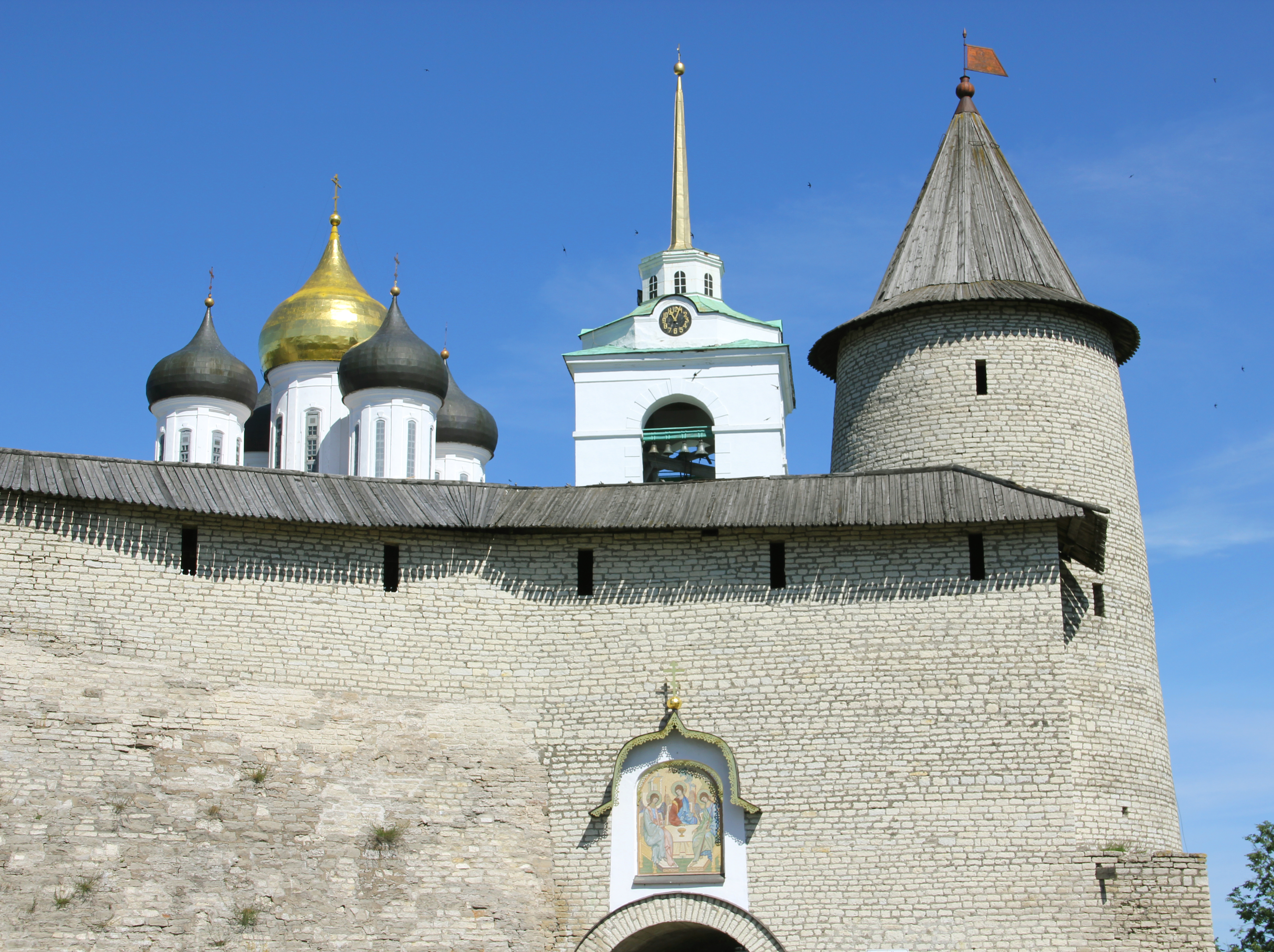
Троицкая башня Псковского Кремля, построенная в 1401 году

## Начало правления
См. также: Список глав государств в 1401 году
- 1401—1419 — Король Кореи Тхечжон (Ли Хван Вон), третий из династии Ли.
- В результате дворцового переворота и устранения других претендентов к власти в Чосон приходит Ли Хван Вон, один из сыновей Ли Сон Ге.

## Наука и искусство
- Конкурс на вторые двери флорентийского баптистерия Сан-Джованни, который традиционно считается исходной точкой истории скульптуры раннего Возрождения[19].

## Родились
См. также: Категория:Родившиеся в 1401 году
- 23 июля — Франческо Сфорца, основатель династии правителей Милана.
- 6 декабря — у великого князя Василия Дмитриевича рождается сын — Даниил Васильевич[14].

## Скончались

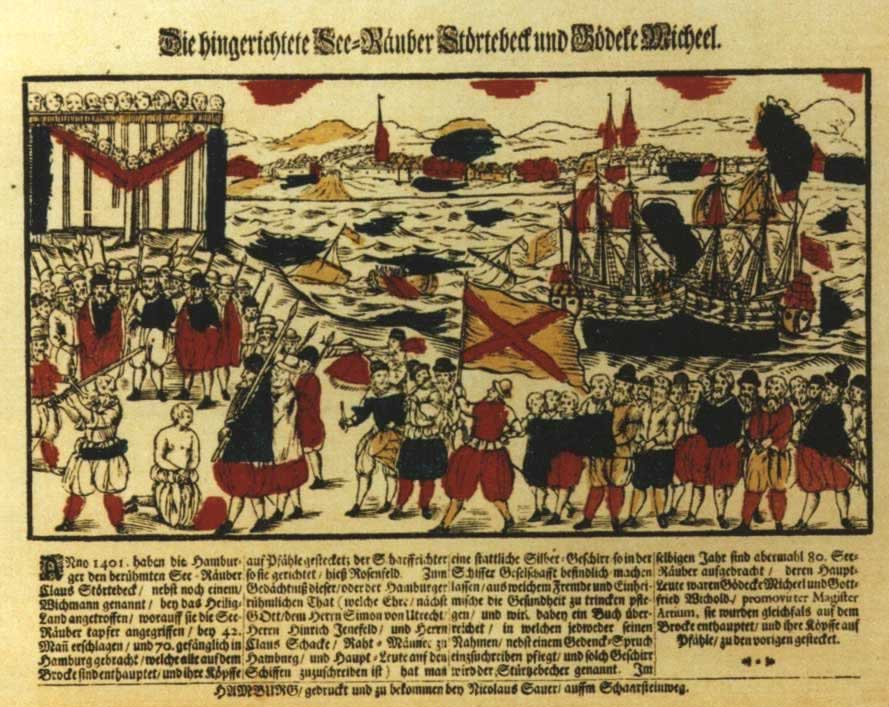
Казнь Клауса Штёртебеккера и виталийских братьев в Гамбурге 20 октября 1401 года. Лубок 1701 г.

См. также: Категория:Умершие в 1401 году
- 20 марта — Захарий Костроминич (ум. 1401), псковский посадник, много сделавший для укрепления обороноспособности города Пскова.
- 20 октября — Штёртебекер, Клаус  пират, один из предводителей Виталийских братьев, ставший фольклорным персонажем в качестве прототипа «Робина Гуда; казнён.